# 奥尼翁河畔屈塞
奧尼翁河畔屈塞（法語：Cussey-sur-l'Ognon，法語發音：[kysɛ syʁ lɔɲɔ̃]）是法国杜省的一个市镇，属于贝桑松区。

## 地理
奥尼翁河畔屈塞（47°20'20"N, 5°56'17"E）面积7.55 平方千米，位于法国勃艮第-弗朗什-孔泰大區杜省，该省份为法国东部内陆省份，北起上索恩省，西接汝拉省，东部及东南部与瑞士接壤，东北部与贝尔福地区省接壤。
与奥尼翁河畔屈塞接壤的市镇（或旧市镇、城区）包括：埃蒂、索瓦涅、布洛、比西耶尔、尚博尔奈莱潘、莱索克松。

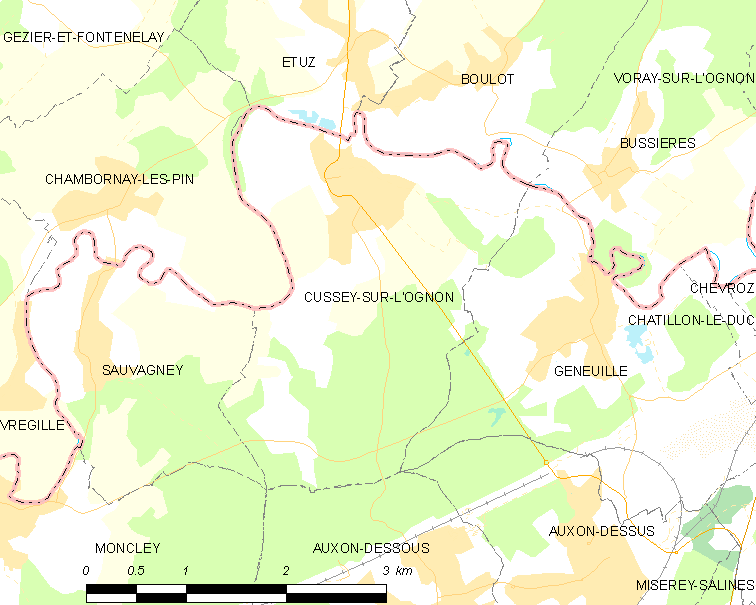
奥尼翁河畔屈塞的OSM定位图

奥尼翁河畔屈塞的时区为UTC+01:00、UTC+02:00（夏令时）。

## 行政
奥尼翁河畔屈塞的邮政编码为25870，INSEE市镇编码为25186。

## 政治
奥尼翁河畔屈塞所属的省级选区为博姆莱达姆县。

## 人口

1962-2008年间奥尼翁河畔屈塞人口变化图示

奥尼翁河畔屈塞于2022年1月1日时的人口数量为1049人。